# Hedotettix bivalvatus
Hedotettix bivalvatus är en insektsart som beskrevs av Zheng, Z. och G. Jiang 2002. Hedotettix bivalvatus ingår i släktet Hedotettix och familjen torngräshoppor. Inga underarter finns listade i Catalogue of Life.